# Vale Abraão
Vale Abraão er en portugisisk/fransk/schweizisk dramafilm fra 1993 baseret på Agustina Bessa-Luís roman og er instrueret af Manoel de Oliveira. 

## Medvirkende
- Leonor Silveira
- Cécile Sanz de Alba
- Luís Miguel Cintra
- Ruy de Carvalho